# Faculty
Faculty är en amerikansk film från 1998 i regi av Robert Rodríguez.

## Handling
Casey Connor (Elijah Wood) och Delilah Profitt (Jordana Brewster) ska göra ett reportage om lärarna på skolan. Det visar sig att lärarna är från en annan planet och bara blir fler och fler.
Fyra andra ungdomar har också märkt det, en av dem är Zeke Tyler (Josh Hartnett). Senare märker de att Zekes droger (som han gör själv) kan döda de underliga varelserna. De bestämmer sig för att hitta "drottningen" och döda henne. Men det blir tufft, för nästan alla har redan blivit drabbade...

## Om filmen
Dockspelaren Jake McKinnon sköter dockorna i filmen.

## Rollista (i urval)
- Jordana Brewster - Delilah Profitt
- Clea DuVall - Stokely 'Stokes' Mitchell
- Laura Harris - Marybeth Louise Hutchinson
- Josh Hartnett - Zeke Tyler
- Shawn Hatosy - Stan Rosado
- Piper Laurie - Mrs. Karen Olson
- Christopher McDonald - Mr. Frank Connor
- Bebe Neuwirth - rektor Valerie Drake
- Robert Patrick - tränare Joe Willis
- Usher - Gabe Santora
- Jon Stewart - prof. Edward Furlong
- Daniel von Bargen - Mr. John Tate
- Elijah Wood - Casey Connor
- Salma Hayek - Rosa Harper, sjuksköterska
- Famke Janssen - Miss Elizabeth Burke
- Robert Patrick - Joe Willis, tränare
- Danny Masterson - förvriden person